# Малый Каменный мост (Гатчина)
Малый Каменный мост — несохранившийся пешеходный мост через реку Тёплую в Дворцовом парке Гатчинского музея-заповедника. 
В 1797 году на месте существовавшего ранее деревянного моста был построен каменный арочный мост. Имя архитектора неизвестно, но, вероятнее всего, это был В. Бренна. Работы велись под наблюдением каменных дел мастера Д. Висконти, подрядчиком был купец Макей Воробьев. По-видимому, мост строился одновременно с Большоим Каменным мостом на Круговой дороге. Как и Большой Каменный мост, Малый мост строился из местного известкового камня: черницкого и пудостского. Ограждениями моста были каменные балюстрады из пудостского камня с фигурными балясинами. По первоначальному проекту предполагалось украсить мост вазами с живыми цветами и четырьмя фигурами каменных лежачих львов, что не осуществилось в натуре. Но в камне были оставлены выступы для высечки на месте гирлянд и орнаментов. Общая длина моста составляла около 24 м.
В 1887 году был произведен капитальный ремонт моста по проекту архитектора Н. В. Дмитриева. Устои, облицовка и ограждения заново сложили из местного камня на портландском цементе. Зимой 1944 г. мост был взорван немцами при оставлении города. После войны по проекту архитекторов С. Е. Путкевича и А. А. Кедринского был построен временный деревянный мост с учетом традиционных для Гатчинского парка архитектурных форм. В настоящее время на этом месте находится временный металлический мост.